# Короед западный непарный
Короед западный непарный (лат. Xyleborus dispar.) — вредный жук из семейства короедов. Вредит спорадически, в основном на стадии имаго. Может повреждать все плодовые и многие лесные культуры: березу, ольху, яблоню, грушу, ясень, бук, дуб, граб, грецкий орех, абрикос, айву, алычу, вишню, боярышник, инжир, кизил, персик, сливу, терн, черемуху, черешню, орешник и тому подобное.

## Описание
Небольшие жуки — самки длиной 3-3,5 миллиметра, а заметно меньшие самцы 2-2,8 миллиметра. Тело широкое, черно-бурый. Надкрылья красно-бурые, блестящие, гладкие, с ясными точечными бороздками, доходящими до верхушки. Переднеспинки самок сильно выпуклые, с венцом зубчиков на переднем крае. Сплющенный скат надкрыльев начинается почти сразу за их серединой. Самцы имеют сплющенные переднеспинки и обратнояйцевидные тела.
Своеобразны ходы этого вида. Сначала ход длинный - до 6 см - прорывается в направлении от коры к центру дерева. Затем из этого основного хода делаются ряд новых небольших ходов параллельно дереву. Самки откладывают яйца кучками по 30-40 штук в короткие боковые ветви маточного хода. Кучки яиц покрытые бурой стружкой которая похожа на муку. Вскоре из яиц появляются личинки. Весь период развития личинок самки короеда живут в ходах, выбрасывая из них экскременты личинок. После того как личинки превратятся в куколок, большая часть самок умирает.

## Ареал
Распространён почти по всей территории Европе, включая Крым. На юг встречается до северной Африки, на юго-восток — до Передней Азии, на восток — в Сибири, известен в Забайкалье и в Приморском крае. В России встречается в европейской части, а также на Кавказе.

## Экология
Зимуют жуки в маточных ходах под корой, иногда под опавшими листьями. Весной спариваются. Самки откладывают яйца по одному или кучками с середины до конца мая. Самки вгрызаются под кору и откладывают яйца. Населяет как тонкие, так и толстые штамбы. Входной канал достигает 6 см глубины, от него жуки выгрызают маточные ходы внутри древесины. Личинки отдельных ходов не делают, а живут в маточных ходах, сделанных самкой, питающихся соком дерева, а также мицелием гриба Ambrosia, споры которого сохраняются в кишечнике самки и заносятся под кору вместе с экскрементами. Личинки окукливаются в тех же ходах, где развиваются жуки. В течение года развивается одно поколение.
В отличие от многих видов короедов, повреждает совершенно здоровые деревья.